# Amblyeleotris aurora
Amblyeleotris aurora és una espècie de peix de la família dels gòbids i de l'ordre dels perciformes.

## Morfologia
Els mascles poden assolir els 11 cm de longitud total.

## Distribució geogràfica
Es troba des de les Maldives fins al nord de KwaZulu-Natal (Sud-àfrica), incloent-hi el Mar d'Andaman.